# Йохан фон Алвенслебен
Йохан фон Алвенслебен (на немски: Johann von Alvensleben; * ок. 1375; † пр. 1427) е благородник от „Черната линия“ на род Алвенслебен.
Той е единствен син на Албрехт фон Алвенслебен (* ок. 1336; † сл. 1405) и съпругата му Хайлвиг (* ок. 1346). Внук е на рицар Албрехт II фон Алвенслебен († сл. 1352) и София фон Оебисфелде (* 1306).
Неговият внук Йоахим фон Бредов († 22 май 1507) е епископ на Бранденбург (1485 – 1507).

## Фамилия
Йохан фон Алвенслебенсе жени ок. 1403 г. за Берта (* ок. 1382). Те имат дъщеря:
- Хедвиг фон Алвенслебен (* ок. 1410), омъжена ок. 1431 г. за рицар Хасо II фон Бредов († сл. 1438), хауптман на Марк Бранденбург